# Propiedad comunitaria
La propiedad comunitaria, de activos u organizaciones, es aquella donde éstas se poseen y se controlan a través de ciertos mecanismos deliberativos o de participación democrática que permitan a una comunidad ser parte de su gestión, ya sea, usando o disfrutando de los beneficios que se presentasen con dicho activo. El desarrollo de la propiedad comunitaria, como concepto y herramienta social, representa un símbolo de la emancipación colectiva para diversas teorías políticas, económicas y sociales, tal como lo es, el anarcocomunismo, donde es base esencial de este sistema. También se puede encontrar su defensa en otras corrientes anarquistas, socialistas y anticapitalistas.

## Orígenes y fundamento para la propiedad comunitaria
Para millones de personas, la sociedad moderna es un ente que no auspicia las actividades relacionadas con la propiedad comunitaria, puesto que la actual vigencia del capitalismo como sistema económico mundial, impide, en gran medida, posturas tan “radicales” como lo son la propiedad comunitaria. Pero aun así, y basados en las teorías sociales y antropológicas, las cuales plantean que la sociedad no siempre ha sido como se presenta actualmente, se concibe la idea de que la propiedad, más que un bien privado, es un bien público/colectivo.
Dentro del marxismo se describe el concepto de comunismo primitivo que fue un estado socioeconómico donde diversos grupos humanos poseían en común los medios de producción y existía una distribución igualitaria de los productos. “Antes del surgimiento del Estado y de que apareciese la desigualdad social, la gente vivió durante miles de años en grupos sociales de pequeña escala y basados en parentesco, en que las instituciones fundamentales para la vida económica incluyeron la propiedad colectiva o común de la tierra y de los recursos, la reciprocidad generalizada en la distribución de alimento y las relaciones políticas relativamente igualitarias.”
En una concepción kropotkiniana del apoyo mutuo, la propiedad comunitaria surge como necesidad de individuos interdependentes para unir esfuerzos y cooperar:

[...] Se ha creado sobre la conciencia —aunque sea instintiva— de la solidaridad humana y de la dependencia recíproca de los hombres. Se ha creado sobre el reconocimiento inconsciente o semiconsciente de la fuerza que la práctica común de dependencia estrecha de la felicidad de cada individuo de la felicidad de todos, y sobre los sentimientos de justicia o de equidad, que obligan al individuo a considerar los derechos de cada uno de los otros como iguales a sus propios derechos.
Piotr Kropotkin, Introducción a El apoyo mutuo

Dentro de estas sociedades primitivas es indudable pensar que la actividad junto con los actos colectivos eran muchísimo más crucibles que la competencia individualista que se ve hoy en día en la sociedad del siglo XXI. “Se esperaba que cada uno compartiera el alimento con los otros, de manera que ninguna vivienda (familia) sufriera a causa del fracaso de una cosecha o de que tuviera más niños que las demás. El prestigio no se fundaba en la cantidad de consumo individual, sino en la capacidad de ayudar a subsanar lo que le faltase a los otros.” Tomando en cuenta el altruismo social que imperaba sobre estos primeros grupos sociales, es claro, que para algunos pensadores del movimiento anarcocomunista sea viable la instauración de la Propiedad Comunitaria como un elemento básico e indispensable dentro de la vida social moderna.

## Posturas y visión anarcocomunista de la propiedad comunitaria
Conociendo este origen o surgimiento del ser humano con relación a sus actividades de producción dentro de la historia del hombre; cabe señalar, que era inevitable que el pensar anarquista se plantease el conflicto acerca del bien común dentro de los organismos sociales. Piotr Kropotkin, teórico anarcocomunista, señaló en su obra La conquista del pan, el siguiente pensamiento acerca de la propiedad: "Todo se entrelaza: ciencia e industria, saber y aplicación. Los descubrimientos y las realizaciones prácticas que conducen a nuevas invenciones, el trabajo intelectual y el trabajo manual, la idea y los brazos. Cada descubrimiento, cada progreso, cada conjunción del trabajo manual e intelectual del pasado y del presente. Entonces, ¿con qué derecho se apropia de la menor parcela de ese inmenso todo y dice: "Esto es sólo mío y no de todos?"
Con el fin de señalar el concepto y la necesidad de la propiedad comunitaria, el anarcocomunismo procura hacer mención de las injusticias sociales en las que se ve afectado el proletariado debido a la legalización de la propiedad individual en la sociedad. “El suelo, que precisamente saca su valor de las necesidades de una población que crece sin cesar, pertenece hoy a minorías que pueden impedir e impiden al pueblo el cultivarlo o le impiden el cultivarlo de acuerdo con los requerimientos actuales.”
Según Karl Marx, precursor de las ideas marxistas y del comunismo en sí, postula que el capitalismo sólo “se trata de epidemia de la súper producción”, por lo cual el proletariado, bajo este sistema, deberá someterse de manera involuntaria al trabajo, debido a su falta de propiedad/activos dentro de la sociedad burguesa.
“En virtud de esta organización monstruosa, cuando el hijo del trabajador entra en la vida, no halla campo que cultivar, máquina que conducir ni mina que acometer con el pico, si no cede a un patrón la mayor parte de lo que él pueda producir. Tiene que vender su fuerza de trabajo por una ración mezquina e insegura.” Conforme con el anarcocomunismo, la propiedad comunitaria lograría evitar los roces de clases que existen en la sociedad, ya que no habría distinción ni clasificación en cuando al uso de las diversos recursos de producción que el conocimiento humano ha alcanzado a través de los años de historia. Procurando dar algún tipo de visión social, Kropotkin, afirma que: "Toda sociedad que rompa con la propiedad privada se verá forzada, según creemos, a organizarse de acuerdo con el comunismo anárquico", lo cual, eventualmente, haría alusión con la propiedad comunitaria, eliminando de manera absoluta la propiedad privada y el capital.

## Similitudes de la propiedad comunitaria frente al comunismo estatista
Para muchos anarquistas, el comunismo, al igual que el capitalismo, son fuerzas que coartan las libertades individuales. Debido a ello, pueden existir ciertas discusiones sobre el verdadero sentido del “anarcocomunismo” y su propiedad y relevancia con las teorías del anarquismo. Pero dentro de los estudios que se desarrollan, surge un señalamiento por parte del concepto de comunismo anárquico; pues, al comunismo que se hace alusión no es el que procura construir un sistema estatista sobre la sociedad, más bien, plantea que el anarquismo debe procurar el comunismo ideal. 
Teóricamente hablando, el Manifiesto del Partido Comunista, al igual que el anarcocomunismo, denota una serie de similitudes, en cuanto al interés por instaurar la propiedad comunitaria como un sistema económico. Según el manifiesto, "ser capitalista significa ocupar no sólo una posición puramente personal en la producción, sino también una posición social. El capital es un producto colectivo; sólo puede ponerse en movimiento mediante la actividad conjunta de muchos miembros de la sociedad, y en última instancia, solo por la actividad conjunta de todos los miembros de la sociedad. El capital no es, por tanto, una fuerza personal; es una fuerza social." Es evidente que de la misma forma que el anarcocomunismo se ampara en las ideas colectivistas para alcanzar el mecanismo económico de propiedad comunitaria, el comunismo no estatista, se asemeja a su visión. Sin embargo, varían en los métodos para alcanzar los objetivos.

## Posición libertaria de mercado ante la propiedad pública
Pese a que los anarcocapitalistas de derechas como Hans-Hermann Hoppe y Walter Block escribieran sobre un punto óptimo donde toda la propiedad se encontraría privatizada, varios libertarios, influidos por las perspectivas clásicas, rechazan esta posición.
Roderick Long en A plea for public property parte del concepto lockeano de homestead para explicar que la única opción legítima y práctica para los espacios comunes es mantenerse en dominio público. Al ser resultado de la apropiación y el mantenimiento colectivo las calles, rutas, plazas, lugares comunitarios, etc. pertenecen a los habitantes que los usan. Esto no es sinónimo de propiedad estatal, más bien entra en oposición a que la minoría que gobierna disponga de los bienes comunes.

## Aplicación de la propiedad comunitaria
Hay ejemplos de esto en Escocia, en las islas de Eigg y Assynt. Otras formas de propiedad comunitaria son los ejidos, tierras comunitarias que pueden ser usufructuadas particularmente sin perder su estatus de bien social, aparece en algunos lugares de Latinoamérica con mayor tradición indígena, cabe destacar que actualmente existen 29,441 ejidos y 2,344 comunidades en México (un 53 % de la superficie total del país).

## Críticas a la propiedad comunitaria
Para algunos anarquistas creyentes en la economía de mercado y en el anarquismo individualista los posibles planteamientos en contra que se puede hacer acerca la propiedad comunitaria, puede deberse al alejamiento propio del anarcocomunismo, precursor de esta idea, con relación al ideal clásico del anarquismo, el cual procura evitar las acciones de nivel colectivo; pues las entiende como una herramienta de opresión en cuando al deseo individual de cada sujeto dentro de la sociedad. De todas formas, anarco-individualistas como Oscar Wilde rechazan la propiedad privada como garante de la individualidad, como se puede observar en su obra El alma del hombre bajo el socialismo.